# 톰 글린카니
톰 글린카니(Tom Glynn-Carney, 1995년 2월 7일 ~ )는 잉글랜드의 배우이다. 2017년 영화 《덩케르크》의 피터 역으로 잘 알려져 있다.

## 출연 작품
- 캐주얼티 - 조지 쓰론 역
- 덩케르크 - 피터 도슨 역
- 더 라스트 포스트 - 토니 암스트롱 역
- 더 킹: 헨리 5세 - 헨리 "핫스퍼" 퍼시 역
- 톨킨 - 크리스토퍼 와이즈먼 역
- 리알토 - 제이 역
- 도미나(드라마) - 아우쿠스/가이우스(동일인물) (청년)역